# Maya St. Germain
Maya Anne St. Germain é uno dei personaggi immaginari della serie televisiva statunitense Pretty Little Liars. Maya è interpretata da Bianca Lawson e, nella versione italiana, è doppiata da Francesca Manicone.
Prima fidanzata di Emily, viene ritrovata uccisa nell'episodio finale della seconda stagione.

## Il Personaggio

### Aspetto Fisico
Nei romanzi di Sara Shepard, Maya è descritta come una ragazza nera molto alta ma anche molto magra (in contrasto con il corpo da atleta di Emily), con gli occhi color ambra e i capelli neri ricci.
Nella serie tv Maya è molto simile al personaggio dei libri: è sempre afroamericana dagli occhi scuri. I suoi capelli sono ricci all'inizio della prima stagione, ma diventano lisci per il resto della serie. Inoltre, nella serie televisiva, Maya è molto più bassa di Emily.

### Carattere
Maya è nota per il suo carattere schietto e diretto, ma allo stesso tempo gentile. È inoltre famosa per il suo carattere alternativo (appassionata di elementi ed esoterismo), simile a quello di Aria Montgomery. Ha una personalità molto rilassata e filosofica. 

### Relazioni, rapporti e amicizie
Per Maya non è facile accettare di essere gay, ma affronta la sua natura in maniera più tranquilla rispetto ad Emily, che nei primi episodi è sconvolta dalla scoperta della propria omosessualità. 
Maya inizialmente fatica a fare amicizia, essendosi appena trasferita a Rosewood, ma ha un buon rapporto con le Liars, soprattutto con Hanna. 
Nei romanzi, Maya viene lasciata da Emily e inizia una relazione con Jenna Marshall, a cui si affeziona molto. Nella serie tv, la sua unica relazione è quella con Emily, in quanto muore assassinata. 

## Storia nei romanzi
Maya è la nuova ragazza del quartiere e si trasferisce nella vecchia casa di Alison. Maya ed Emily legano molto rapidamente e si piacciono da subito. I genitori di Maya avevano intenzione di costruire un campo da tennis, ma i lavori si bloccarono quando venne rinvenuto il cadavere di Alison. 
Il rapporto di Maya ed Emily è, nei libri, complicato. Le due si scambiano grandi baci ubriachi alla festa di Noel Khan, ma non sanno di essere osservate da A, il quale le fotografa e pubblica le foto.
I genitori di Emily, vedendo le foto, minacciano di mandarla in Iowa, perciò Emily tronca il suo rapporto con Maya. In realtà, verrà comunque mandata in Iowa, ma riuscirà a fare pace con Maya prima di partire.
Maya si accorge che al ritorno di Emily, la ragazza ha un rapporto distante con lei e presto ne capirà il motivo: mentre era in Iowa, Emily aveva tradito Maya con una sua amica, Trista. Delusa, Maya lascia Emily e decide di non parlarle più. 
In seguito, Maya diventa molto amica di Jenna Cavannaugh/Marshall e inizia con lei un rapporto intimo. Maya si affezionerà molto a Jenna, tanto che sarà disperata al momento del suo omicidio.

## Storia nella serie televisiva
Maya si è appena trasferita a Rosewood da San Francisco. La madre di Emily costringe la figlia a portare alla ragazza un cestino di benvenuto. Maya chiede ad Emily di aiutarla con gli ultimi scatoloni e da quel momento le due diventano dapprima grandi amiche e poi fidanzate. 
Maya ha il vizio di fumare marijuana in segreto dai suoi genitori e nel primo episodio invita Emily a unirsi a lei.
Maya ed Emily vanno insieme alla festa di Noel Khan e finiscono per baciarsi nella cabina per fototessere mentre questa sta catturando una foto. A, però, ruba le fototessere e ricatta Emily in seguito. Tuttavia, Emily si rivela gay ai genitori di sua spontanea volontà, a differenza dei romanzi. Il padre accetta bene la figlia, ma la madre è sconvolta dall'omosessualità di Emily e cercherà in tutti i modi di allontanare Maya dalla figlia. 
Le due ragazze hanno un rapporto più lungo e duraturo di quello nei romanzi, ma Maya viene beccata dalla madre di Emily con la marijuana e viene mandata in un centro di riabilitazione. All'inizio della seconda stagione ritornerà a Rosewood e si rimetterà con Emily. Tuttavia, a metà della seconda stagione viene di nuovo beccata e fugge via senza lasciare tracce. In realtà si terrà in contatto solo con Emily.
Quando Emily e le Liars ritornano in città dopo aver smascherato Mona come A, la madre di Emily le annuncia in lacrime che la polizia ha trovato un cadavere: quello di Maya.